# 神幸祭

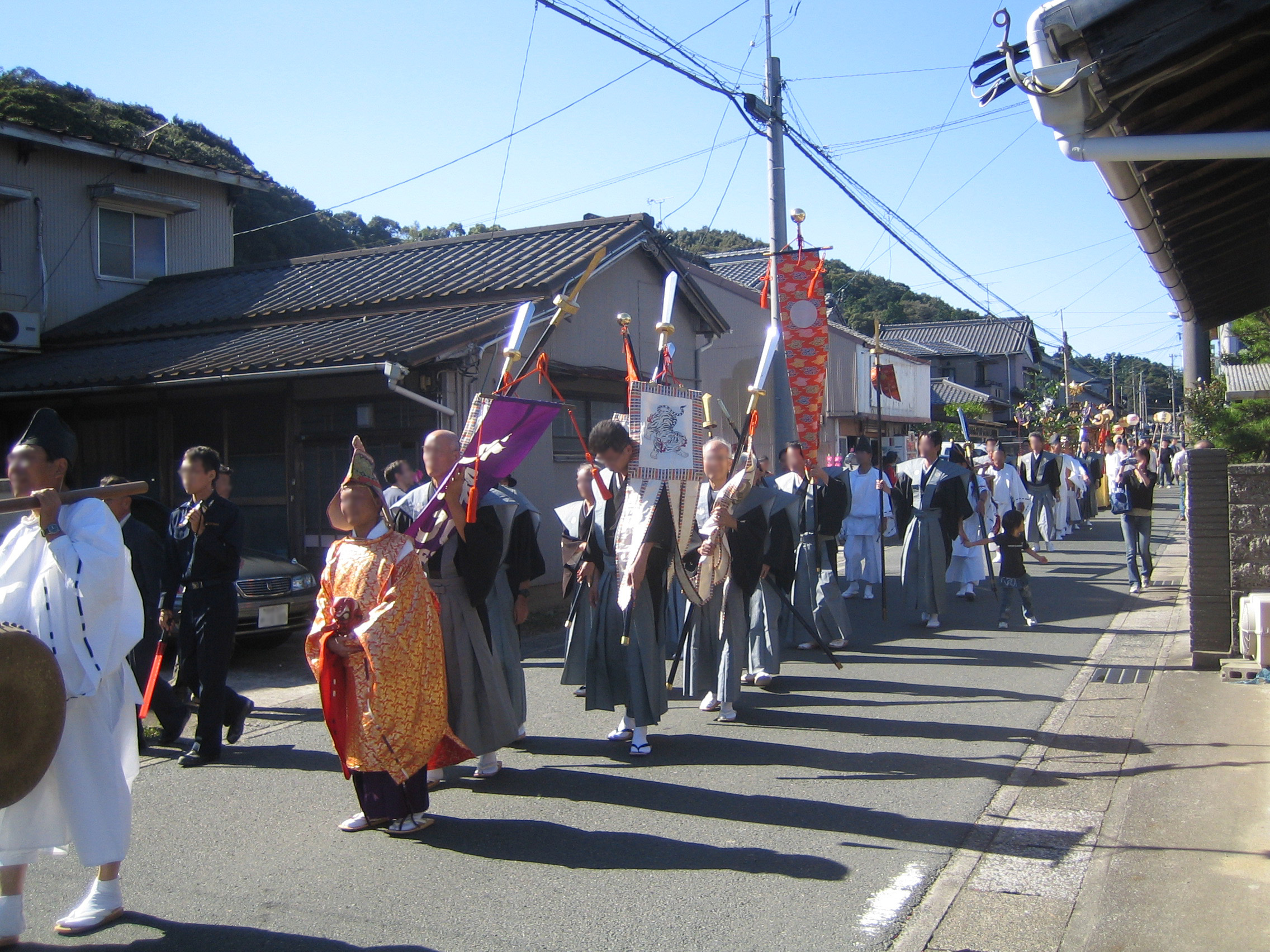
杉森八幡社祭礼

神幸祭（しんこうさい）は、神霊の御幸（ぎょこう、みゆき）が行われる神社の祭礼。神幸式（しんこうしき）とも言う。多くの場合、神霊が宿った神体や依り代などを神輿に移して、氏子地域内に御幸したり、御旅所や元宮に渡御したりする。神輿や鳳輦の登場する祭礼のほとんどは、神幸祭の一種といえる。
神幸祭は「神の御幸」の意味で、広義には御幸の全体を、狭義には神社から御旅所などの目的地までの往路の過程を指す。後者の場合は目的地から神社までの復路の過程に還幸祭（かんこうさい）という言葉を用いる。神幸祭・還幸祭と同じ意味の言葉に渡御祭（とぎょさい）・還御祭（かんぎょさい）という言葉もあり、渡御祭も広義には御幸（渡御）の全体を指す。

## 概要
神幸祭の一般的な意義は産土神が氏子の土地を巡る事で神威を示し、神と氏子が親しく交歓する機会にある。神事が混交している場合もあるが、神幸祭の形式は神の出自や性格によって次の3つに大別できる。
ミアレ型神が坐す・神が降りる御生（ミアレ）の地から、神威の再生のために神を社に迎える形式。例として葵祭が挙げられる。
ミソギ型怨霊・疫神などの祟り神を水辺や海の禊ぎ場に送り、氏子や神具とともに禊祓する形式。祇園祭の本来の姿である御霊会は禊ぎのための神幸である。今日では少なくなった形式だが宇出津町のあばれ祭りなどに見られる。
オイデ型氏地内に御旅所を設け、神との交歓のために御出（オイデ）を乞う形式。松尾大社の松尾祭などが例として挙げられるが、産土神の神幸祭は一般的にオイデ型である。
本来は、神霊を集落内の祭壇に迎えたものが、祭壇が神社に発展すると、迎える行為が逆の意味の「里帰り」として残り、神幸祭になったと言われている。このため、磐座などの降臨の地が御旅所となり、現在では元宮や元の鎮座地である場合が多い。
御旅所に向う神幸祭の流れは、
1. 神輿などに神霊を移す神事
2. 神社から御旅所への渡御
3. 御旅所での神事や奉納（御旅所祭）
4. 御旅所から神社への還御
5. 神霊を還す神事

であり、数日間に及ぶ場合もある。2や4の過程で、氏子地域内を巡幸する場合が多い。御旅所などに向わない場合には、神霊が氏子地域を見回る、或いは、ある場所で神事などを行うために御幸される。
神輿を巡幸のために神社の境内から出すことを宮出し（みやだし）、巡幸を終えた神輿が境内に戻ることを宮入り（みやいり）という。この語は、稚児や氏子から奉納される山車などが神社から出る・入る場合にも用いられる。

## 渡御行列

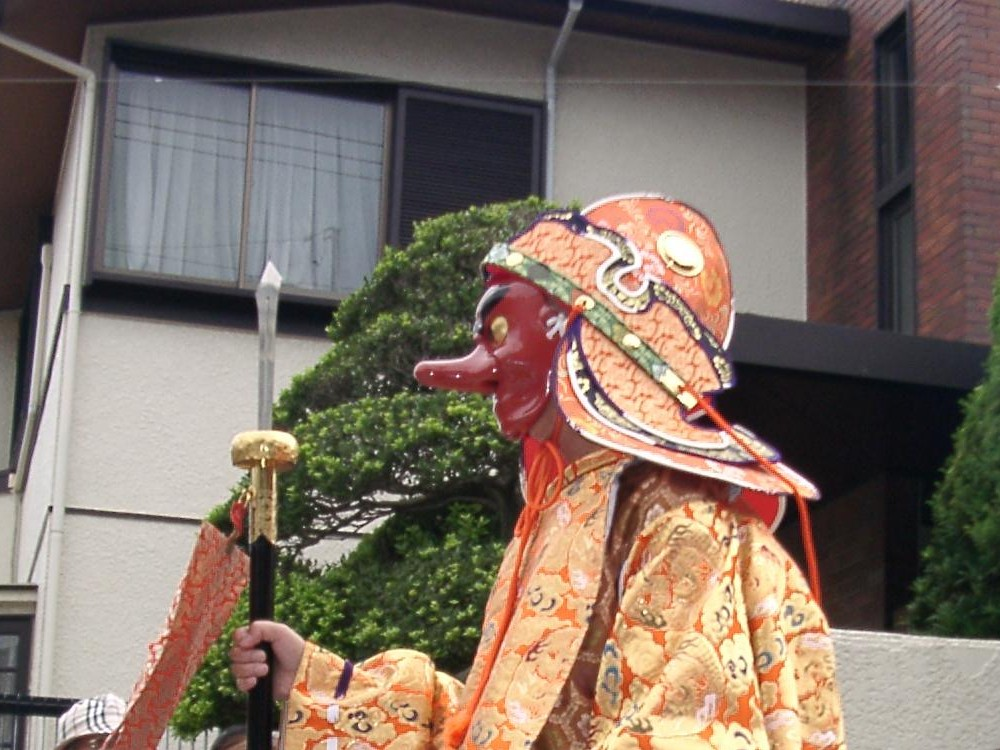
先導役の猿田彦
面掛行列（御霊神社）

渡御は多くの氏子が祭礼に関わることの出来る場面の一つで、神輿の担ぎ手になったり、祭礼の規模の大きなところでは山車、獅子舞や舞踊などを繰り出し行列になる。渡御行列の順序は祭礼によってまちまちであるが、行列の先頭部には先導役の猿田彦がいることが多く、その次に御幣、笠鉾、獅子、幟、高張り提灯、太鼓などの露払いの役目を持つものや先頭を示すものがあって、神輿がくることが多い。このほかには、神職、巫女、稚児、山車、獅子、舞踏などが行列に含まれる。渡御の道中は音楽的にも多様で、神職による雅楽、氏子による祭囃子や音頭などが奏でられることが多い。
行列には、神輿や山車、獅子舞や舞踏がみられる。神輿は祭礼ごとに運行が異なり、厳かに運行されるもの、威勢良く担がれるもの、船での渡御（船渡御）や水中で担がれるものなどがある。これらの形態は、祭神に因むほか、突発的に行われた形態が慣例になった場合もある。山車には神輿に近い依り代の役割を持ったものと奉納の風流があり、獅子舞や舞踏にも神事舞と奉納舞があるが、どちらも氏子が中心に運行し、特に奉納の場合は氏子各町が華やかさや形態に趣向を凝らし、競い合うことが多い。
夜間の渡御では、提灯行列が加わったり、山車に明りが灯されるなどする。

## 例
- 九州
  - 長崎県
    - 壱岐市

  - 福岡県
    - 福岡市
      - 西区
        - 飯盛神社

    - 直方市
      - 多賀神社「御神幸祭」

    - 田川市
      - 風治八幡宮「川渡り神幸祭」

    - 田川郡
      - 香春町
        - 勾金・鶴岡八幡宮神社
        - 上香春・須佐神社
        - 下香春・香春神社
        - 鏡山・鏡山大神社
        - 採銅所・古宮八幡神社

      - 赤村
        - 我鹿八幡神社「神幸祭」
        - 光明八幡神社「神幸祭」

      - 添田町

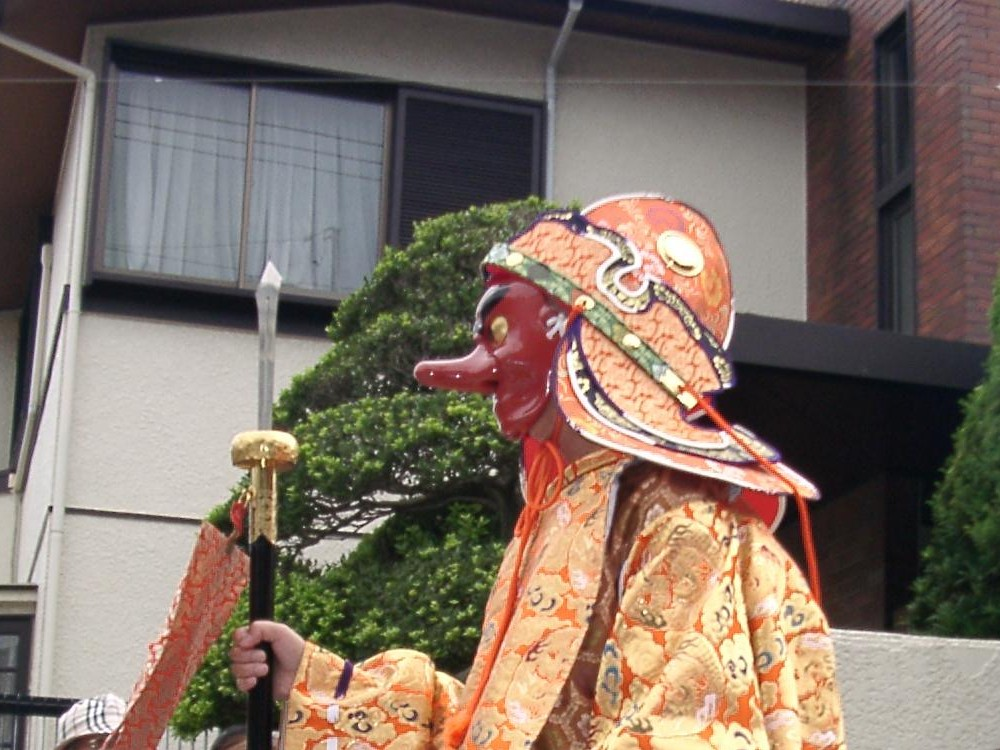
先導役の猿田彦
面掛行列（御霊神社）

        - 英彦山神宮(田川郡添田町大字英彦山1487番地)